# معركة النقيب نادية (فلم)
معركة النقيب نادية هو فيلم دراما مصري من إخراج نادية حمزة  وبطولة سهير رمزي، كرم مطاوع، محيي الدين عبد المحسن، مجدي صبحي، ميمي جمال وناهد سمير، صدر الفيلم في 21 مايو 1990.

## نبذة
تحاول نقيب شرطة مكافحة المخدرات نادية عزمي أن تثبت قدرتها على العمل بكفاءة لا تقل عن زملائها الرجال، ويواجه أحد زملائها مشاكل مع ابنه المراهق وتحاول النقيب مساعدته.

## طاقم العمل
- سهير رمزي بدور النقيب نادية عزمي
- كرم مطاوع بدور العقيد جلال صبري
- محيي الدين عبد المحسن بدور المعلم مرزوق
- مجدي صبحي بدور النقيب عزت
- ميمي جمال بدور مدام هناء
- ناهد سمير بدور أم جلال
- نادية رفيق بدور والدة نادية
- أحمد دياب بدور سعد

## وصلات خارجية
- مقالات تستعمل روابط فنية بلا صلة مع ويكي بيانات